# Синагога (Добромиль)
Добромильська синагога виникла, очевидно, після 1765 року, хоча точна дата невідома.
Після операції «Барбаросса» і виявлення трупів в'язнів, закатованих НКВС, у місті дійшло до погрому, в результані якого синагога була спалена. Це сталося 30 червня 1941 року. За даними деяких джерел, у синагозі було спалено 200 євреїв.
Після війни не відновлена. Була розташована на захід від ринку (центральної площі).